# بویانت (خوفد)
شهرستان بویانت (به زبان مغولی: Буянт сум، [Bujant sum]؛ ᠪᠤᠶ᠋ᠠᠨᠲᠤ ᠰᠤᠮᠤ، [buyantu sumu]) یک شهرستان (سُوم) در مغولستان است که در استان خوفد واقع شده‌است. شهرستان بویانت شامل اراضی حومه‌ای و دورادور مرکز استان خوفد، شهر خوفد (همینطور موسوم به شهرستان جارغالانت) می‌شود.
بویانت ۳٬۷۵۹ کیلومتر مربع مساحت دارد.

## تقسیمات اداری
شهرستان بویانت متشکل از ۵ قصبه (باغ) می‌باشد، شامل:
- چاغان‌اِرِگ (مغولی: Цагаан эрэг баг، [Cagaan ereg bag]؛ ᠴᠠᠭᠠᠨ ᠡᠷᠭᠢ ᠪᠠᠭ، [čaɣan ergi baɣ])
- چاغان‌بورغاس (مغولی: Цагаан бургас баг، [Cagaan ‌burgas bag]؛ ᠴᠠᠭᠠᠨ ᠪᠤᠷᠭᠠᠰᠤ ᠪᠠᠭ، [čaɣan burɣasu baɣ])
- ناران‌خایرخان (مغولی: Наран хайрхан баг، [Naran xajrxan bag]؛ ᠨᠠᠷᠠᠨ ᠬᠠᠶᠢᠷᠬᠠᠨ ᠪᠠᠭ، [naran qayirqan baɣ])
- نارین‌غول (مغولی: Нарийн гол баг، [Narijn gol bag]؛ ᠨᠠᠷᠢᠨ ᠭᠣᠣᠯ ᠪᠠᠭ، [narin ɣoul baɣ])
- نورجین‌خایرخان (مغولی: Норжин хайрхан баг، [Noržin xajrxan bag]؛ ᠨᠠᠭᠤᠷᠵᠢᠨ ᠬᠠᠶᠢᠷᠬᠠᠨ ᠪᠠᠭ، [naɣurjin qayirqan baɣ])